# Teatro lirico di Cagliari
Le Teatro lirico di Cagliari est une salle d'opéra inaugurée en 1993 en Sardaigne, dans la ville de Cagliari.

## Architecture
Le théâtre a une capacité de  1 628 spectateurs. Il remplace le Teatro Civico lourdement endommagé par les bombardements de la Seconde Guerre mondiale. Un concours est gagné par les architectes de Bergame Luciano Galmozzi, Pierfrancesco Ginoulhiac et Teresa Ginoulhiac Arslan.

## Historique
Le théâtre a obtenu en 2001 le prix Franco-Abbiati de la Critique musicale italienne pour la qualité et l'innovation de son programme.